# Хайтан
Хайта́н (кит. упр. 海棠, пиньинь Hǎitáng) — район городского подчинения городского округа Санья провинции Хайнань (КНР).

## История
Исторически в этих местах находились посёлки Линьванчжэнь (林旺镇) и Тэнцяочжэнь (藤桥镇). После образования Китайской Республики они в 1912 году вошли в состав уезда Ясянь (崖县).
После перехода острова Хайнань под контроль КНР уезд Ясянь был в 1950 году включён в состав Административного района Хайнань (海南行政区) провинции Гуандун.
В 1954 году уезд Ясянь был передан в состав Хайнань-Ли-Мяоского автономного района уездного уровня (海南黎族苗族自治区), который 17 октября 1955 года был преобразован в Хайнань-Ли-Мяоский автономный округ (海南黎族苗族自治州).
Постановлением Госсовета КНР от 19 мая 1984 года уезд Ясянь был преобразован в городской уезд Санья. Постановлением Госсовета КНР от 26 сентября 1987 года городской уезд Санья был выведен из состава Хайнань-Ли-Мяоского автономного округа, и стал подчиняться напрямую властям Административного района Хайнань, став городским округом.
13 апреля 1988 года Административный район Хайнань был преобразован в отдельную провинцию Хайнань.
В августе 2001 года посёлки Линьванчжэнь и Тэнцяочжэнь были объединены в посёлок Хайтанваньчжэнь (海棠湾镇).
Постановлением Госсовета КНР от февраля 2014 года было ликвидировано старое административное деления Санья, и городской округ был разделён на 4 района; посёлок Хайтанваньчжэнь был при этом преобразован в район Хайтан.

## Административное деление
Район делится на 3 микрорайона и 19 деревень.

## Туризм

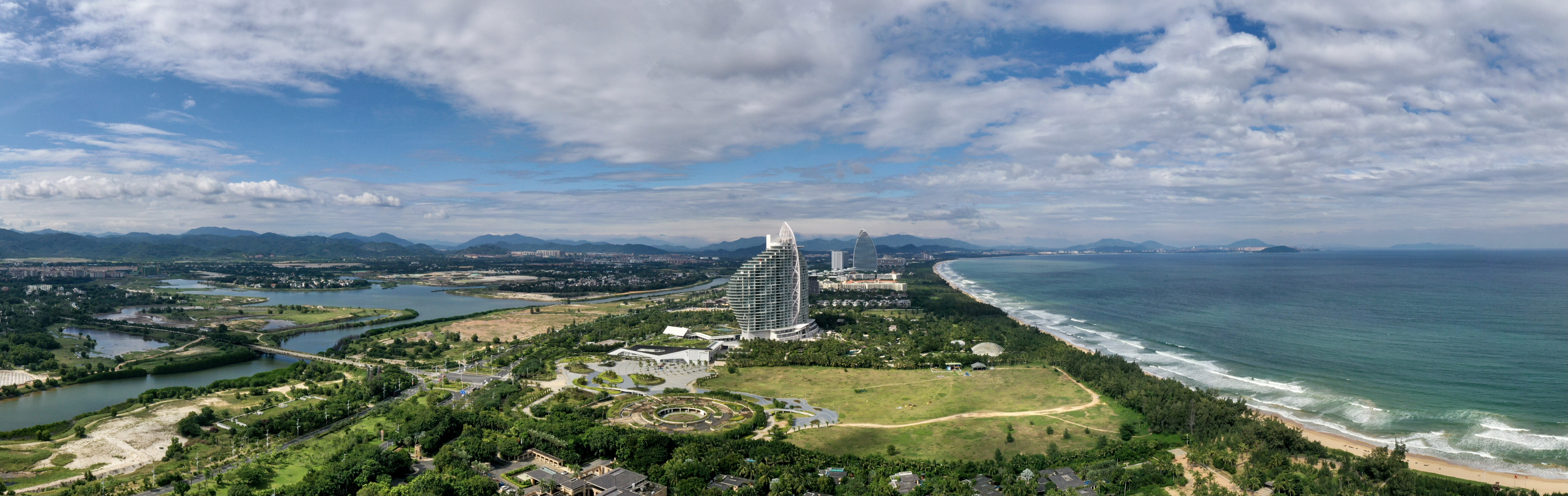
Полоса отелей вдоль залива Хайтан

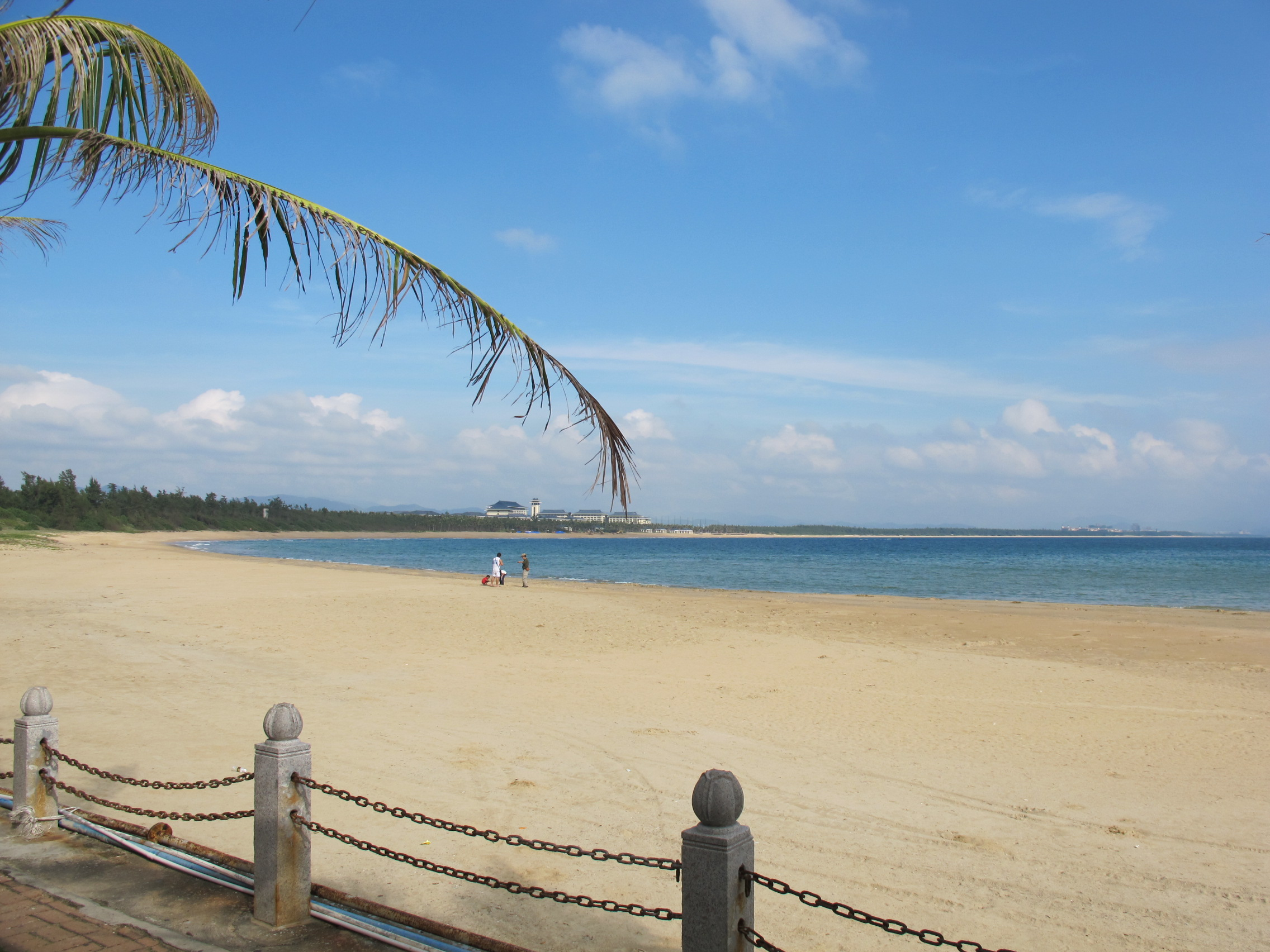
Пляж залива Хайтан

Побережье залива Хайтан является одной из наиболее популярных курортных зон Саньи, вдоль многокилометрового пляжа расположены курортные комплексы и отели международных сетей Renaissance, InterContinental, Westin, Shangri-La, JW Marriott, Crowne Plaza, Sheraton, Grand Hyatt, Conrad, DoubleTree by Hilton, Sofitel и Rosewood. Также на пляже Хайтан находится самое высокое здание Саньи — 48-этажный Atlantis Hotel (236 м) на 1,3 тыс. номеров со своим аквапарком и океанариумом.
Кроме того, на побережье залива Хайтан строится тематический развлекательный парк Hello Kitty, операторами которого являются компании Fude Group и Sanrio. В январе 2021 года при парке открылся отель Hello Kitty, которым управляют компании Hyatt Hotels Corporation (США) и Keyestone Group (Гонконг).   
На острове Учжичжоу расположен 5-звёздочный Coral Hotel.

## Торговля
В северной части пляжа Хайтан расположен многоуровневый China Duty Free Moll — один из крупнейших торговых центров Хайнаня. 